# 창원남중학교
창원남중학교(昌原南中學校)는 대한민국 경상남도 창원시 성산구 외동에 있는 사립 중학교이다.

## 학교 연혁
- 1952년 3월 16일 : 재단법인 남면학원 인가, 초대 김형만 이사장 취임
- 1952년 3월 16일 : 남면 중학교 개교(6학급), 초대 한좌건 교장 취임
- 1973년 10월 10일 : 마산남중학교로 교명 변경
- 1982년 11월 22일 : 학교법인 남제학원으로 명칭 변경, 초대 김해룡 이사장 취임
- 1983년 1월 25일 : 창원남중학교로 교명 변경
- 1984년 3월 5일 : 2층 8개 교실 증축
- 1992년 9월 1일 : 신교사 4층, 16개 교실 신축
- 1992년 11월 11일 : 김민태 이사장 취임
- 2009년 4월 28일 : 학교도서관 “남중옥당” 준공
- 2021년 3월 1일 : 제20대 윤기철 교장 취임
- 2022년 11월 17일 : 학교 공간혁신 사업 “남제마루” 준공
- 2023년 2월 3일 : 제70회 졸업식(졸업생 51명, 총 20,534명)

## 참고 자료
- 창원남중학교 - 한국교육학술정보원 학교알리미